# Корисні копалини Габону
Корисні копалини Габону.

## Загальна характеристика
Ґабон багатий на поклади марганцевих та залізних руд, має рудопрояви і родов. уранових руд, золота, бариту, а також фосфорити, апатити та ін. (табл.)
Таблиця — Основні корисні копалини Ґабону станом на 1998-99 рр.
| Корисні копалини           | Запаси       | Запаси   | Вміст корисного компоненту, % | Частка у світі,% |
| Корисні копалини           | Підтверджені | загальні | Вміст корисного компоненту, % | Частка у світі,% |
| Барит, тис. т              | 1000         | 1000     | 83                            | 0,3              |
| Залізні руди, млн т        | 1410         | 1950     | 64                            | 0,8              |
| Золото, т                  | -            | 19       | 0,8-1,2 г/т                   | -                |
| Марганцеві руди, млн т     | 244          | 390      | 50                            | 6,8              |
| Нафта, млн т               | 366          | -        |                               | 0,3              |
| Прир. горючий газ, млрд м3 | 34           |          |                               |                  |
| Апатити, млн т             |              | 35       | 24                            |                  |
| Фосфорити, млн т           |              | 12       | 24                            |                  |
| Уран, тис. т               | 6,0          | 7,0      | 0,31                          | 0,2              |

## Окремі види корисних копалин
Фосфор та ніобій. На трасі Трансґабонської залізничної магістралі виявлене родовище фосфору і ніобію з супутними рідкісноземельними металами включно із титаном, пов'язане із карбонатитами комплексу Мабуні [Mining Annual Review. 1995]. Головна гірничодобувна компанія країни Société Miniere du Moyen Ogooue (Somino) в 1989—1997 рр. провадила розвідку родовища. Запаси руди становлять 360 млн т при вмісті P2O5 24 %, ніобію – 1.02 %. Запаси ніобію в Мабуні (Mabounie) оцінені в 21.6 млн т з вмістом 1.6 % Nb2O5 або 0.35 млн т. Продовжується вивчення родовища. На 2000 р основний оператор проекту видобутку руди в Мабуні – фірма Cluff Mining.
Залізорудні родовища знаходяться в північно-східному Ґабоні, де зосереджено 850 млн т руди. Однак їх експлуатація залежить від залізничного зв'язку Booue-Belinga.
Марганцеві руди. Запаси марганцевих руд Ґабону зосереджені на родовищі Моанда. Основний продуктивний пласт залягає на глибині 15-45 м, має потужність 3-6 м і складається з уламків зерен і оолітів піролюзиту, псиломелану, манганіту в охристій основній масі. Середній вміст марганцю в рудах 48 %, сірки – 0.03-0.09 %, фосфору – 0.04-0.13, SiO2 — 3-4 %. Руди використовуються без збагачення. Розробка здійснюється відкритим способом.
Алмази. Фірма Southern Era у 2000 оголосила про відкриття в Ґ. двох алмазоносних кімберлітових трубок.